# Ryō Un Maru
El Ryō Un Maru (漁運丸) fue un arrastrero japonés atracado en Hachinohe pero que acabó a la deriva como consecuencia del Terremoto y tsunami de Japón de 2011. El 20 de marzo de 2012, el barco a la deriva fue avistado por una patrulla del aire canadiense en el Océano Pacífico, aproximadamente a 280 kilómetros al oeste del archipiélago de Haida Gwaii, en Columbia Británica. Dado el peligro que representaba para los otros barcos que transitaban por el sector, el navío, sin tripulación a bordo, fue hundido por la Guardia Costera de Estados Unidos el 5 de abril de 2012. El pecio reposa a 1850 metros de profundidad.

## Historia

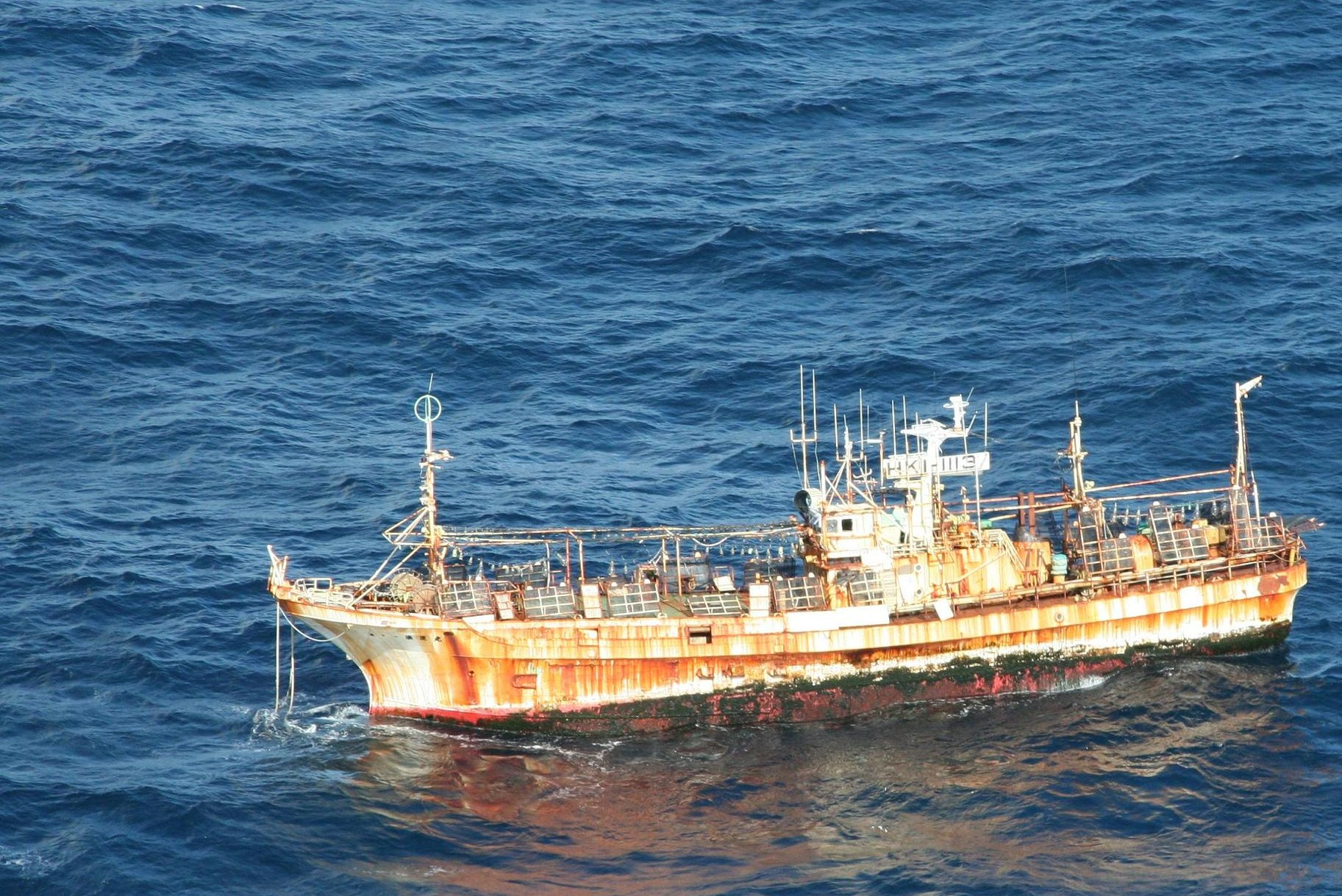
Vista del Ryō Un Maru a la deriva el 31 de marzo de 2012.

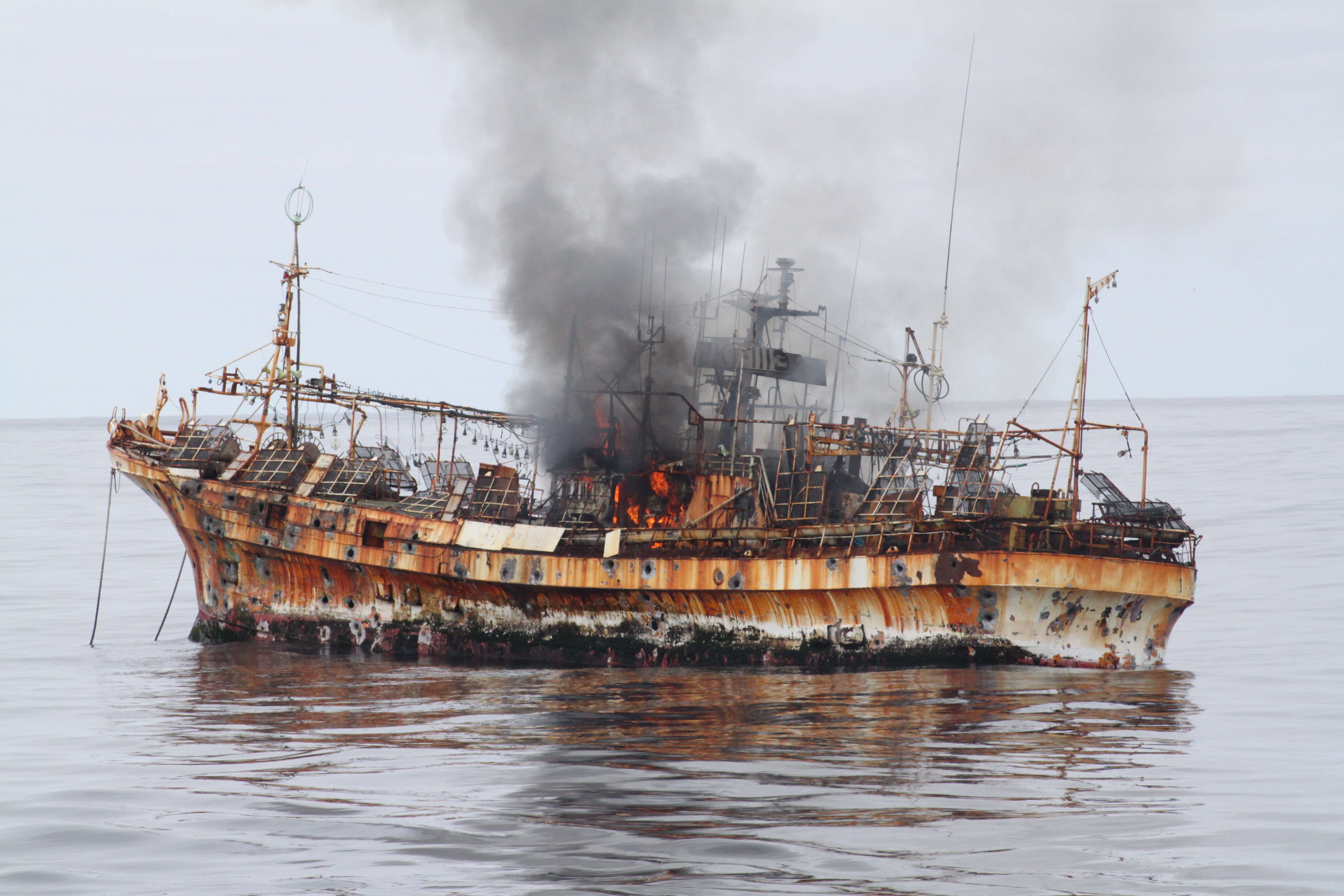
El Ryō Un Maru en llamas el 5 de abril de 2012 tras los primeros disparos del USCGC Anacapa (WPB-1335) del cuerpo de guardacostas de los Estados Unidos para hundirlo.

El Ryou-Un Maru, un barco pesquero de la flota mercante japonesa, fue construido originalmente alrededor de 1982. Era propiedad de una empresa pesquera con base en Hokkaido y se utilizaba para la pesca de camarones o calamares. Después de una larga carrera de servicio, el propietario del barco decidió que era demasiado viejo para seguir utilizándolo y lo amarró en la prefectura de Aomori en Honshu en espera de su venta. Cuando el terremoto y el tsunami de Tōhoku golpearon en marzo de 2011, elRyou-Un Maru se liberó y quedó a la deriva.
Como en la mayoría de los países, la ley japonesa exige que se desmantele o se deseche un barco de forma adecuada antes de permitir que se cancele su registro. Sin embargo, todas las partes asumieron que el barco se hundió en el desastre, por lo que la Guardia Costera japonesa le concedió una excepción al propietario.
Durante más de un año, el Ryou-Un Maru se desplazó a través del océano Pacífico como un barco fantasma y fue arrastrado hacia el este por la corriente de Kuroshio. El 20 de marzo de 2012, fue avistado en aguas canadienses por un avión CP-140 Aurora de la Real Fuerza Aérea Canadiense. Como su registro había sido cancelado, el barco ya no tenía un propietario legal responsable de él. El 4 de abril de 2012, la Guardia Costera de los Estados Unidos colocó una boya de seguimiento a bordo mientras el buque se desplazaba aproximadamente a 170 millas náuticas (310 km; 200 mi) al suroeste de Sitka, Alaska. Al día siguiente, la tripulación del Cutter Anacapa de la Guardia Costera de los Estados Unidos evaluó el estado del barco.
El 5 de abril de 2012, el buque pesquero canadiense Bernice C intentó rescatar el buque accidentado, pero resultó imposible bombear combustible a través de un tanque roto y el remolque falló. La Guardia Costera de los Estados Unidos determinó entonces que era necesario hundir el buque abandonado para evitar que encallara o se convirtiera en un peligro para la navegación. El USCGC Anacapa disparó contra él con un cañón automático Mk 38 de 25 mm, perforando y hundiendo al Ryou-Un Maru en aproximadamente 1.800 metros (6.000 pies) de agua en el Golfo de Alaska a 180 millas (290 km) de la costa del Panhandle de Alaska.